# Dopravní podnik města Olomouce

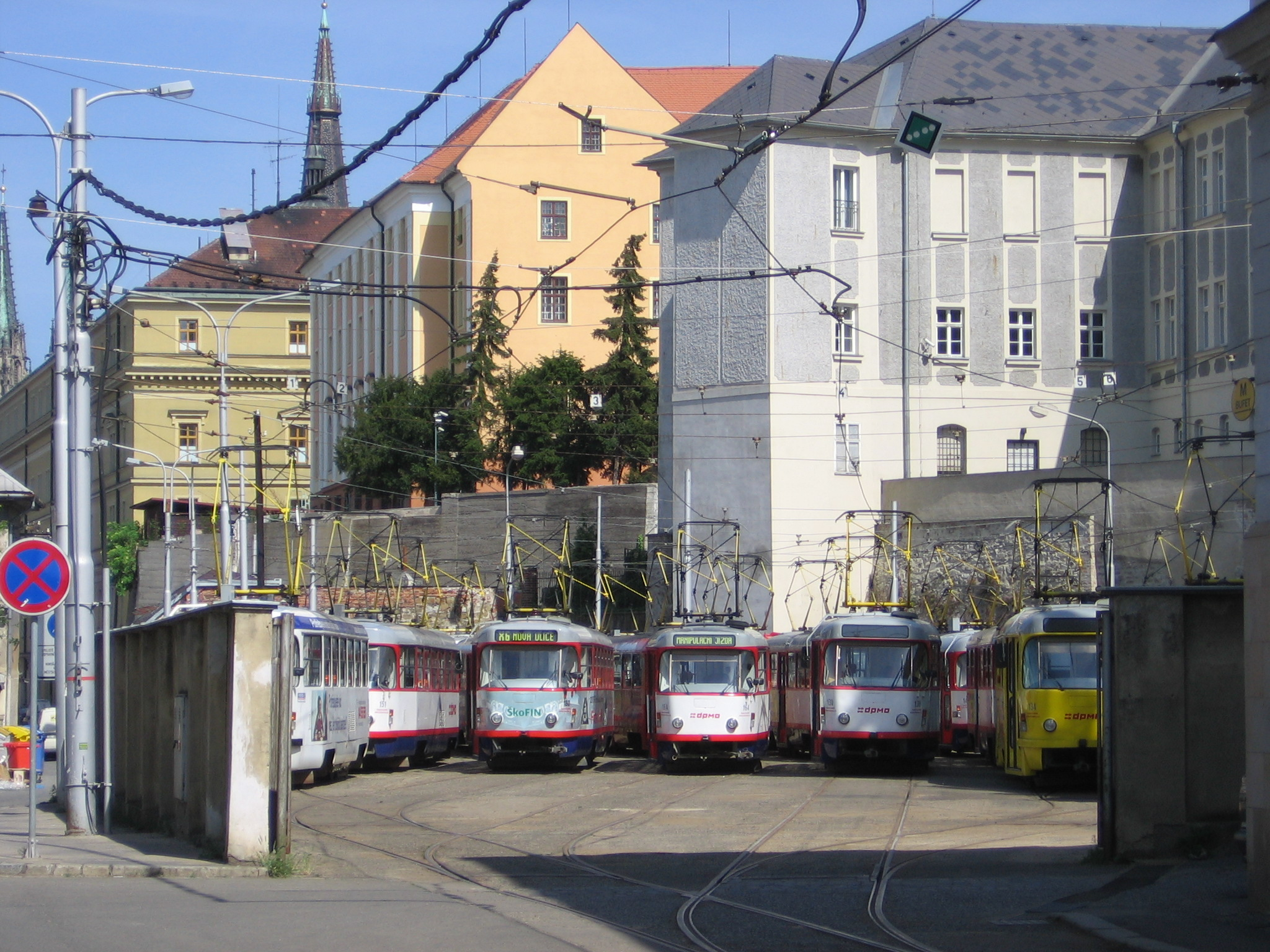
Tramvajová vozovna (toto odstaviště bylo přezdíváno Rubik podle složité manipulace s tramvajovými vozy)

Dopravní podnik města Olomouce, a.s. (DPMO) je akciová společnost, hlavní provozovatel městské hromadné dopravy (autobusy a tramvaje) ve statutárním městě Olomouci. Je také provozovatelem příměstských autobusových linek v rámci zóny 71 Integrovaného dopravního systému Olomouckého kraje (Bukovany, Bystrovany, Horka nad Moravou, Samotišky a Skrbeň).
Dopravní podnik města Olomouce vznikl 29. března 1994 po zániku státního podniku stejného jména, který byl rozhodnutím města Olomouce ze dne 24. listopadu 1993 bez likvidace zrušen ke dni vzniku akciové společnosti, na kterou přešel veškerý majetek zrušeného státního podniku. Akciová společnost je právním nástupcem státního podniku a jejím jediným akcionářem je město Olomouc.
K 31. prosinci 2022 DPMO provozoval 7 tramvajových linek a 24 autobusových linek, na kterých celkově přepravil přibližně 53 milionů cestujících ročně.

## Historie
Počátky olomouckého dopravního podniku sahají do roku 1899, kdy byl zaveden tramvajový provoz na jednokolejné dráze s výhybnami a smyčkou u nádraží. Tato trať vedla od nádraží na Horní náměstí, kde se rozdělila na dvě větve. Jedna vedla na třídu Míru, druhá vedla ulicemi Pavelčákovou, Havlíčkovou a Wolkerovou a končila výhybnou u Fakultní nemocnice. Provoz byl zahájen 1. dubna 1899. Roku 1914 došlo k prvnímu prodloužení dráhy ze třídy Míru ke hřbitovům. Dne 30. prosince 1926 byl proveden první oficiální krok k zavedení autobusové dopravy na území města a téhož dne byly zahájeny testovací jízdy autobusů.
Dne 1. ledna 1933 byla autobusová doprava předána Elektrickým podnikům hlavního města Olomouce a od té doby byla tramvajová i autobusová doprava provozována společným dopravcem.
Během druhé světové války byla část dráhy přestavěna na dvojkolejnou, také byl přestavěn úsek od hlavního nádraží k mostu přes Střední Moravu. Ke konci války byla autobusová doprava ve městě výrazně omezena.
Po znárodnění energetických zdrojů včetně městské elektrárny byl dopravní podnik převeden do správy města jako Dopravní podniky hlavního města Olomouce.
Přestupný tarif byl zaveden 1. května 1994, kdy byly ve vozech nainstalovány elektronické označovače jízdenek.

## Objekty a vozovny
Sídlo DPMO se nachází v Koželužské ulici.
Centrální dispečink a prodejna se nachází v ulici Legionářské, druhá prodejna se nachází na hlavním nádraží.

### Vozovna Koželužská
Nachází se vedle sídla DPMO. Naproti sídlu se nachází odstavná plocha tramvají přezdívaná Rubik dle složité manipulace s tramvajovými vozy.

### Vozovna Dolní Hejčínská
Tato autobusová vozovna se nachází v ulici Dolní Hejčínské.

### Odstav Jeremenkova
Tříkolejný odstav se nachází v ulici Jeremenkova poblíž tramvajové zastávky Fibichova a má kapacitu pro 18 vozů. Stavba byla zahájena v roce 2021 a dokončena 21. září 2023. Cílem stavby bylo ulevení zatížené vozovně v ulici Koželužská.